# Antonio Delgado
Antonio Delgado Ruiz (n. Xicoténcatl, Tamaulipas, 21 de julio de 1941) es un escritor y poeta mexicano cuya obra ha sido reconocida con varios galardones nacionales e internacionales, entre ellos figuran el Premio Hispanoamericano de Cuento (1978) y el Premio Nacional de Novela José Rubén Romero (1979).

## Biografía
Antonio Delgado nació en Xicoténcatl, Tamaulipas, el 21 de julio de 1941. Estudió Literatura y Teatro en la Facultad de Filosofía y Letras de la Universidad Nacional Autónoma de México y también cursó talleres con reconocidos escritores mexicanos como Julieta Campos, Juan Bañuelos y Elías Nandino.
Su labor profesional ha estado relacionada con la difusión de la cultura, ha impartido clases de teatro y de comunicación; condujo el programa Libros, autores y lecturas del canal Once; y en los últimos años ha trabajado en la Dirección de Cooperación y Difusión del Tecnológico Nacional de México. Además fue presidente de la Asociación de Escritores de México.
Delgado ha colaborado con artículos y cuentos en diferentes medios impresos como: Cave Canem, Cosmos, El Heraldo de México, Excélsior, La Palabra y El Hombre, La Semana de las Bellas Artes, La Vida Literaria, Latitudes, Mester, Ovaciones, Punto de Partida, «Revista Mexicana de Cultura» —suplemento de El Nacional—, Tierra Adentro y Volantín, entre otras.

## Premios y reconocimientos
Antonio Delgado recibió el Premio Nacional de Cuento y el Premio Nacional de Poesía (1969), otorgados por el Instituto de la Juventud (INJUVE); el Premio Hispanoamericano de Cuento (1978) por A causa de los equinoccios, otorgado por Gobierno del Estado de Campeche y el Instituto Nacional de Bellas Artes (INBA); el Premio Nacional de Novela José Rubén Romero (1979) por Figuraciones en el fuego, otorgado por el Gobierno del Estado de Michoacán y el INBA. el Premio del Concurso Latinoamericano de Cuento Edmundo Valadés (2012) por «Lucha con un ángel», otorgado por la Dirección de Literatura del Consejo Estatal para la Cultura y las Artes de Puebla; y el Premio del Certamen Literario Laura Méndez de Cuenca (2016) por su novela Los muros de la memoria, otorgado por el Gobierno del Estado de México.
La Universidad México Americana del Norte creó en su honor el Concurso Universitario de Cuento Antonio Delgado Ruiz en 2003.

## Obra
Entre sus obras se encuentran:

### Cuento
- La hora de los unicornios (1976)
- A causa de los equinoccios (1987)
- El botín de los años inútiles (1991)
- Diálogo con las sombras (1994)

### Novela
- Figuraciones en el fuego (1980)
- Solo la ciudad es real (1982)
- Los muros de la memoria (2017)

### Prosa poética
- El libro del mal amor (1988)

### Antología
- El cuento erótico en México (1976)
- La poesía erótica en México (1980)
- Jaula de palabras (1980)
- Estancias nocturnas (1987)
- La literatura de Augusto Monterroso (1988)
- Los siete pecados capitales (1989)
- Cuentistas tamaulipecos: del fin de siglo, hacia el nuevo milenio (2000)
- Ensayo panorámico de la literatura en Tamaulipas, Tomo III: De 1941 a 1956 (2015)